# Al-Mustain (Abbasside)
Pour les articles homonymes, voir Al-Mustain.
Abû al-`Abbâs "al-Musta`in bi-llah" Ahmad ibn Muhammad ibn `Abbâs al-Mu`tasim, surnommé Al-Musta`in, est né en 836. Petit-fils du calife Al-Muʿtas̩im, il est devenu le douzième calife abbasside en 862, succédant à Al-Muntasir.
Les Turcs ont préféré écarter les frères d'Al-Muntasir de la succession, par crainte de les voir vouloir venger leur père qu'ils avaient tué sur ordre d'Al-Muntasir, aussi ont-ils élu comme successeur Al-Musta`in.
Al-Musta`in fut destitué et contraint de se réfugier à Bagdad  en 866. À son retour à Samarra, après avoir abdiqué, ses gardiens l'ont décapité alors qu'il se prosternait pour la prière. Il a été enterré à côté d'Al-Muntasir.

## Histoire
Les arabes de Bagdad n'ont pas été d'accord avec le choix d'Al-Musta`in comme calife. Il y eut un mouvement de révolte que les troupes Turques et Berbères eurent tôt fait de réprimer. Les Arabes ont été ainsi informés que le pouvoir n'était plus en leurs mains mais dans celles des vizirs turcs.
À cette occasion Al-Mu`tazz et ses frères ont été maltraités par les Turcs. Le vizir qui s'est interposé en leur faveur a été remercié en étant spolié de tous ses biens et exilé en Crête.

### Révoltes arabes
En 863, une campagne en Arménie a été un sévère échec : deux troupes d'environ 3 000 hommes ont été tuées. Le peuple de Bagdad se souleva contre les Turcs appelant à la guerre sainte. Les portes des prisons ont été brisées.
En 864, Al-Hasan ben Zayd, chef de guerre, descendant de Hasan prend le Tabaristan au Tâhiride Muhammad. Il installe une  fragile dynastie zaydite qui va durer près de trois siècles dans les montagnes au sud de la mer Caspienne.
En 865, Al Musta`in s'est enfui de Samarra où il se sentait menacé, pour Bagdad. Les Turcs ont voulu le contraindre à rejoindre Samarra, le ton est monté et l'un des porte-parole turcs reçut un projectile. Les Turcs sont allés chercher Al-Mu`tazz dans son refuge et l'ont acclamé comme calife. Une armée de 50 000 turcs et 2 000 Berbères a mis le siège à Bagdad.

### Abdication et mort d'Al-Musta`in
Au début de 866, après des tractations et des manœuvres, Al-Musta`in a abdiqué en faveur de'Al-Mu`tazz, quant à lui–même il recevrait un revenu suffisant et irait à Médine. Al-Musta`in a dû se rendre à Samarra pour rendre hommage à Al-Mu`tazz où il ratifia les termes de leur accord.
Au lieu d'un séjour paisible à Médine, Al-Musta`in fut décapité alors qu'il se prosternait pour la prière. Il a été enterré à côté d'Al-Muntasir.